# Теофил Папафилис
Теофил (на гръцки: Θεόφιλος, Теофилос) е гръцки духовник и учен, автор на канонични трудове, епископ на Цариградската патриаршия.

## Биография
Основен източник за живота му, а и за Камбанийската епископия са писмата му, запазени в солунския манастир Влатадес. Роден е в Янина, тогава в Османската империя, днес Гърция, с фамилията Папафилис (Παπαφιλής) или Папафилу (Παπαφίλου). Учи в родния си град при Баланос Василопулос и Евгениос Вулгарис и след това заминава с Вулгарис в Кожани. Замонашва се в манастира „Свети Дионисий Олимпийски“. Когато митрополит Герасим Солунски (1788 - 1815) заминава за дълго време за Цариград, Теофил поема ръководството на Солунската митрополия. Теофил става камбанийски епископ в 1749 година, на който пост остава до смъртта си в 1795 година в Кулакия. Издава „Съкровищница на Православието“ (Ταμείον Ορθοδοξίας) във Венеция в 1780 година. Автор е и на „Канон“ и на множество непубликувани произведения.